# Pauli-Gleichung
Die Pauli-Gleichung ist die von Wolfgang Pauli (1900–1958) angegebene Erweiterung der Schrödingergleichung, um geladene Spin-1/2-Teilchen, etwa Elektronen in nicht-relativistischer Näherung zu beschreiben.
Zusätzlich zu den Termen in der Schrödingergleichung für spinlose Teilchen enthält die Pauli-Gleichung einen Term, der den Spin mit dem Magnetfeld koppelt und der in der klassischen Physik keine Entsprechung hat. Damit kann man z. B. beim Stern-Gerlach-Versuch verstehen, warum ein Strahl von Silberatomen sich beim Durchfliegen eines inhomogenen Magnetfelds je nach Spin-Richtung in zwei Teilstrahlen aufspaltet.
Die Pauli-Gleichung lautet:
{\displaystyle \mathrm {i} \,\hbar \,\partial _{t}\,\varphi =\underbrace {\left({\frac {({\vec {p}}-q{\vec {A}})^{2}}{2\,m}}+q\,\phi \right)} _{\text{Hamiltonoperator ohne Spin}}\,\varphi -g\,\underbrace {{\frac {q\,\hbar }{2\,m}}\,{\frac {\vec {\sigma }}{2}}\cdot {\vec {B}}} _{\text{Spin-Magnetfeld}}\,\varphi \,}
Hier bezeichnet
- {\displaystyle \varphi ={\begin{pmatrix}\varphi _{\uparrow }(t,{\vec {x}})\\\varphi _{\downarrow }(t,{\vec {x}})\end{pmatrix}}} die zweikomponentige Ortswellenfunktion (Paulispinor)
- {\displaystyle p^{i}=-\mathrm {i} \hbar \partial _{x^{i}}\,,i\in \{1,2,3\}\,,} die {\displaystyle i}-te Komponente des Impulsoperators,
- {\displaystyle \,q} die elektrische Ladung und {\displaystyle \,m} die Masse des Teilchens,
- {\displaystyle \,\phi } das skalare elektrische Potential und {\displaystyle {\vec {A}}} das magnetische Vektorpotential,
- {\displaystyle \,g} den gyromagnetischen Faktor,
- {\displaystyle {\vec {\sigma }}} die Pauli-Matrizen (mit dem Spin-Operator {\displaystyle {\vec {S}}=\hbar \,{\frac {\vec {\sigma }}{2}}}),
- {\displaystyle {\vec {B}}={\text{rot}}\,{\vec {A}}} das Magnetfeld.

In einem schwachen, homogenen Magnetfeld {\displaystyle {\vec {B}}} koppelt nach der Pauli-Gleichung der Spin um den gyromagnetischen Faktor {\displaystyle g} stärker an das Magnetfeld als ein gleich großer Bahndrehimpuls {\displaystyle {\vec {L}}\,,}
{\displaystyle \mathrm {i} \,\hbar \,\partial _{t}\,\varphi ={\frac {{\vec {p}}^{2}}{2\,m}}\varphi -{\frac {q}{2\,m}}\,{\bigl (}{\vec {L}}+g\,{\vec {S}}{\bigr )}\cdot {\vec {B}}\,\varphi \,.}
Man erhält die Pauli-Gleichung auch als nichtrelativistischen Grenzfall aus der Dirac-Gleichung, die das Verhalten von elementaren Spin-1/2-Teilchen mit oder ohne Ladung beschreibt. Dabei sagt die Diracgleichung den Wert {\displaystyle g=2} für den gyromagnetischen Faktor von Elektronen voraus.
Dieser Wert kann auch ohne Einbeziehung relativistischer Annahmen aus der Linearisierung der Schrödingergleichung berechnet werden.
Die Quantenelektrodynamik korrigiert diesen Wert zu
{\displaystyle g=2,002\,319\,304\,8(8)\,.}
Der theoretische Wert stimmt beim Elektron mit dem gemessenen Wert in den ersten 10 Dezimalen überein.

## Herleitung aus der Dirac-Gleichung
Ausgehend von der Dirac-Gleichung für ein Teilchen im elektromagnetischen Feld, aufgespalten in zwei Zweierspinoren,
{\displaystyle \mathrm {i} \,\hbar \,\partial _{t}\,\left({\begin{array}{c}\varphi _{1}\\\varphi _{2}\end{array}}\right)=c\,\left({\begin{array}{c}{\vec {\sigma }}\cdot {\vec {\pi }}\,\varphi _{2}\\{\vec {\sigma }}\cdot {\vec {\pi }}\,\varphi _{1}\end{array}}\right)+q\,\phi \,\left({\begin{array}{c}\varphi _{1}\\\varphi _{2}\end{array}}\right)+m\,c^{2}\,\left({\begin{array}{c}\varphi _{1}\\-\varphi _{2}\end{array}}\right)}   mit   {\displaystyle {\vec {\pi }}={\vec {p}}-q\,{\vec {A}}}
unterstellt man, dass nach Abspalten der schnellen Zeitentwicklung, die von der Ruhenergie herrührt,
{\displaystyle \left({\begin{array}{c}\varphi _{1}\\\varphi _{2}\end{array}}\right)=\mathrm {e} ^{-\mathrm {i} {\frac {\displaystyle m\,c^{2}\,t}{\displaystyle \hbar }}}\left({\begin{array}{c}\varphi \\\chi \end{array}}\right)}
die Zeitableitung der Zweierspinoren {\displaystyle \varphi } und {\displaystyle \chi } klein ist.
{\displaystyle \mathrm {i} \,\hbar \,\partial _{t}\,\left({\begin{array}{c}\varphi \\\chi \end{array}}\right)=c\,\left({\begin{array}{c}{\vec {\sigma }}\cdot {\vec {\pi }}\,\chi \\{\vec {\sigma }}\cdot {\vec {\pi }}\,\varphi \end{array}}\right)+q\,\phi \,\left({\begin{array}{c}\varphi \\\chi \end{array}}\right)+\left({\begin{array}{c}0\\-2\,m\,c^{2}\,\chi \end{array}}\right)}
In der Zeile {\displaystyle \partial _{t}\chi } ist nach Annahme die Zeitableitung klein und die kinetischen Energien und die elektrostatische Energie klein gegen die Ruheenergie {\displaystyle m\,c^{2}\,.} Daher ist {\displaystyle \chi } klein gegen {\displaystyle \varphi } und ungefähr gleich
{\displaystyle \chi \approx {\frac {{\vec {\sigma }}\cdot {\vec {\pi }}\,\varphi }{2\,m\,c}}\,.}
In die erste Zeile eingesetzt ergibt sich
{\displaystyle \mathrm {i} \,\hbar \,\partial _{t}\,\varphi ={\frac {({\vec {\sigma }}\cdot {\vec {\pi }})^{2}}{2\,m}}\,\varphi +q\,\phi \,\varphi \,.}
Für das Produkt der Pauli-Matrizen erhält man
{\displaystyle ({\vec {\sigma }}\cdot {\vec {\pi }})^{\,2}=\sigma ^{i}\,\sigma ^{j}\pi ^{i}\pi ^{j}=(\delta ^{ij}+\mathrm {i} \varepsilon ^{ijk}\sigma ^{k})\pi ^{i}\pi ^{j}={\vec {\pi }}^{2}-q\,\hbar \,{\vec {\sigma }}\cdot {\vec {B}}\,.}
Der Spinor {\displaystyle \varphi } genügt daher der Pauli-Gleichung mit {\displaystyle g=2},
{\displaystyle \mathrm {i} \,\hbar \,\partial _{t}\,\varphi ={\frac {{\vec {\pi }}^{\,2}}{2\,m}}\,\varphi +q\,\phi \,\varphi -{\frac {q\,\hbar }{2\,m}}\,{\vec {\sigma }}\cdot {\vec {B}}\,\varphi \,.}
Im homogenen Magnetfeld gilt {\displaystyle \phi =0\,,\,{\vec {A}}={\frac {1}{2}}\,{\vec {B}}\times {\vec {x}}\,,} und unter Zuhilfenahme der Vertauschungsregeln des Spatproduktes folgt
{\displaystyle ({\vec {p}}-q{\vec {A}})^{2}={\vec {p}}^{\,2}-q\,{\vec {x}}\times {\vec {p}}\cdot {\vec {B}}={\vec {p}}^{\,2}-q\,{\vec {L}}\cdot {\vec {B}}\,,}
wenn man Terme vernachlässigt, die quadratisch in {\displaystyle {\vec {B}}} sind.
Dann besagt die Pauli-Gleichung
{\displaystyle \mathrm {i} \,\hbar \,\partial _{t}\,\varphi ={\frac {{\vec {p}}^{\,2}}{2\,m}}\,\varphi -{\frac {q}{2\,m}}\,({\vec {L}}+g\,{\vec {S}})\cdot {\vec {B}}\,\varphi \,.}
Das Magnetfeld koppelt folglich nicht nur an den Bahndrehimpuls {\displaystyle {\vec {L}}} und trägt nicht nur
{\displaystyle -{\frac {q\,\hbar }{2\,m}}\,{\frac {\vec {L}}{\hbar }}\cdot {\vec {B}}}
zur Energie bei. Der Faktor
{\displaystyle {\frac {q\,\hbar }{2\,m}}}
wird Magneton des Teilchens genannt. Im Spezialfall des Elektrons spricht man auch vom bohrschen Magneton.
In Drehimpulseigenzuständen ist
{\displaystyle {\frac {\vec {L}}{\hbar }}\cdot {\vec {B}}}
ein ganzzahliges Vielfaches der Magnetfeldstärke {\displaystyle |{\vec {B}}|\,.} Dagegen ergibt {\displaystyle {\frac {\vec {S}}{\hbar }}\cdot {\vec {B}}} ein halbzahliges Vielfaches, das erst nach Multiplikation mit g ganzzahlig wird. Bei isolierten Atomen oder Ionen muss man den Gesamt-Bahndrehimpuls und den Gesamt-Spindrehimpuls des Atoms bzw. Ions zu einem Gesamtdrehimpuls  J  (= L+S ) addieren und erhält den sog. Landé-Faktor g(L,  S, J). Dieser ist 1 bei reinem Gesamt-Bahndrehimpuls und 2 bei reinem Gesamt-Spindrehimpuls und hat sonst von 1 und 2 verschiedene Werte. Wenn ferner die betroffenen Atome in einen Festkörper eingebaut sind, erhält man Zusatzbeiträge, die g wesentlich verändern können.